# Henotesia butleri
Henotesia butleri är en fjärilsart som beskrevs av Paul Mabille 1879. Henotesia butleri ingår i släktet Henotesia och familjen praktfjärilar. Inga underarter finns listade i Catalogue of Life.